# Bolborhinum nasutum
Bolborhinum nasutum är en skalbaggsart som beskrevs av Leon Fairmaire 1861. Bolborhinum nasutum ingår i släktet Bolborhinum och familjen Bolboceratidae. Inga underarter finns listade.